# Озерище (Минск)
Озери́ще (бел. Азярышча) — микрорайон в Первомайском районе Минска; упразднённый в 1989 году посёлок Минского района. Застроен преимущественно частными домами.

## География

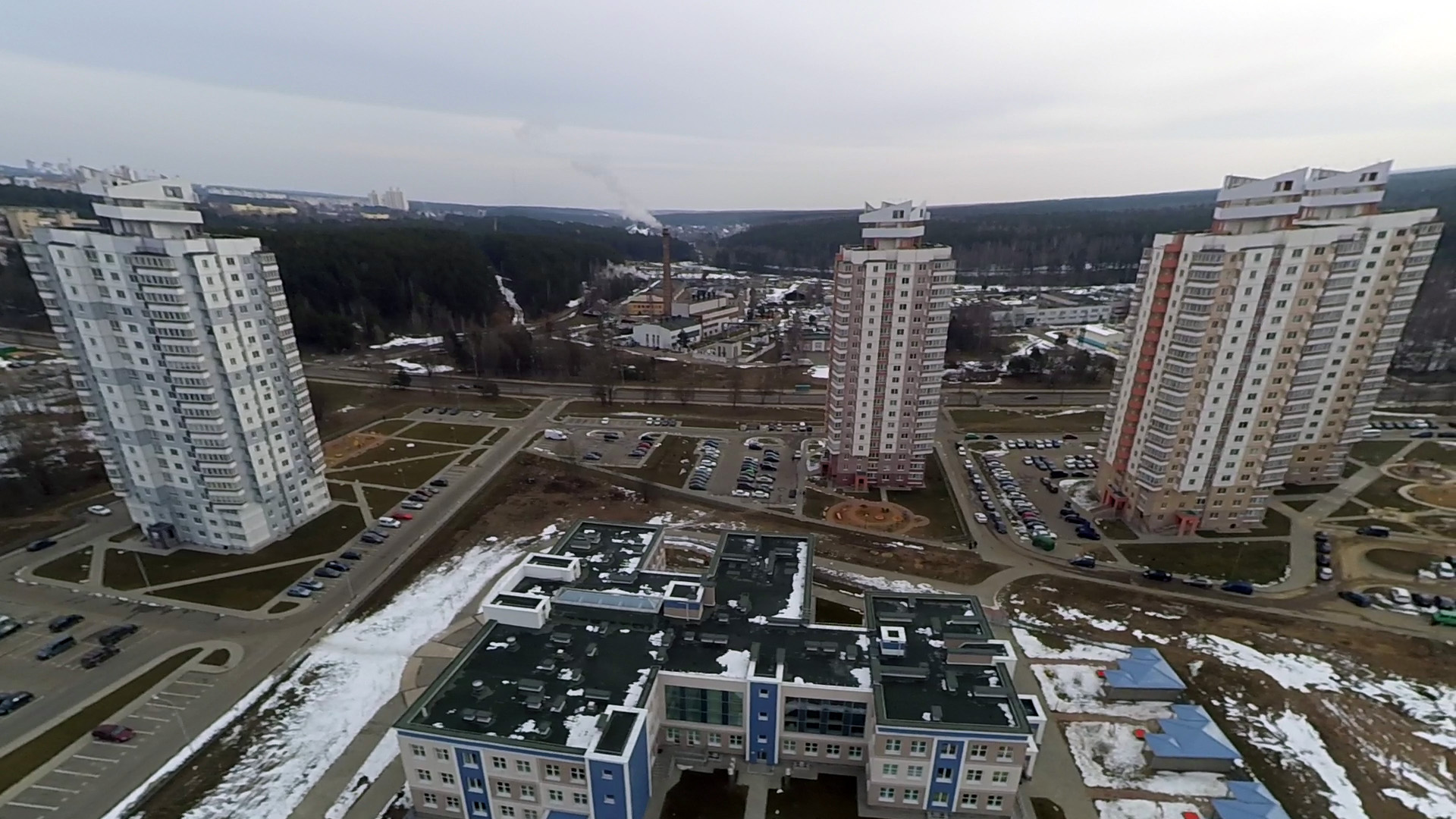
Микрорайон АкадемГородок. Озерище находится впереди за домами.

Расположен в северо-восточной части Минска, на 8 км трассы Москва—Минск. Рядом с крупным микрорайоном Уручье, рядом с микрорайоном Великий лес, и агрогородком Колодищи. На территории микрорайона находится железнодорожная станция Озерище.

## История
Основан примерно в 1920-е годы.
До второй половины XX века село Озярище располагалось недалеко от урочища Старабарысов.
После Второй мировой войны жители расселились, в 1964 году построек на месте бывшего села уже не было.
В 1989 году село Озерище вошло в состав Минска.

## Основные улицы
- Тупиковая
- Горбатова;
- Кэчевский переулок;
- Славянская;
- Сиреневая;
- Васильковая;
- Тяпинского;
- Чарота;
- Приозёрная;
- Академика Лагбарда;
- Тенистая;
- Подгорная.

## Инфраструктура
- Магазины
- Почта
- Дом Юлика

## Транспорт
В Озерище имеется железнодорожная станция, относящаяся к линии Оршанского направления БЖД. Курсируют автобусные городские маршруты:
1. 155 — ДС «Уручье 4» — пос. Озерище
2. 165с — ДС «Уручье-2» — ул. Тяпинского